# Hans Peter Glöckner
Hans Peter Glöckner (* 7. November 1954 in Fischbach (Taunus)) ist ein deutscher Jurist.

## Leben
Er studierte Rechtswissenschaften und Musikwissenschaften in Frankfurt am Main. Nach dem 1. juristischen Staatsexamen war er kurzzeitig Stipendiat am Max-Planck-Institut für europäische Rechtsgeschichte, wechselte von dort auf eine Assistentenstelle am Lehrstuhl Mittelalter I der Johann-Wolfgang-Goethe-Universität Frankfurt am Main, Historisches Seminar bei Johannes Fried. Er erarbeitete während dieser Zeit (1983–1987) seine Dissertation, die mit dem Friedrich-Sperl-Preis ausgezeichnet wurde.
Nach seiner Promotion (Dr. iur. utr.) an der Universität Frankfurt am Main 1987 trat er in den Juristischen Vorbereitungsdienst (Referendardienst) des Landes Hessen ein (1987–1990) und war nach dem 2. Juristischen Staatsexamen ab 1990 als Rechtsanwalt in Frankfurt am Main tätig.
Zum Wintersemester 1992 folgte er jedoch  – nach 2 Semestern als Fakultätsassistent an der Universität Kiel – Filippo Ranieri als dessen Assistent an die (kurz zuvor wiedereröffnete) Juristische Fakultät der Universität Rostock.
Gemeinsam mit Werner Schubert gab er seit 1994 das "Nachschlagewerk des Reichsgerichts" heraus (erschienen zunächst im Keip-Verlag, später dann im Peter Lang Verlag), zunächst zum BGB (1994 ff.), sodann zum Strafrecht (1995–99); 1999 folgte die Abteilung Preussisches Landesrecht, ab 2005 folgten die Abteilungen zur Gesetzgebung des Deutschen Reiches. Dieses Nachschlagewerk hatte das Reichsgericht für seinen internen Gebrauch angelegt, um den Überblick über die eigene Judikatur zu wahren und widersprüchliche Entscheidungen zu vermeiden. Es gelangte nach 1945 in die Bibliothek des Bundesgerichtshofes und wurde zum Vorbild für dessen Nachschlagewerk, den "Lindenmaier/Möhring".
Nach der Habilitation an der Universität Rostock 1999 (venia legendi für die Fächer Römisches Recht, Deutsche und Europäische Privat- und Strafrechtsgeschichte, Bürgerliches Recht) war er zunächst 1999/2000 Leiter des DFG-Projekts "Mecklenburgische Rechtsquellen 1500-1850" an der Mecklenburgischen Landesbibliothek (Schwerin).
Ab Mai 2000 nahm er erneut eine Tätigkeit als Rechtsanwalt auf, lehrt jedoch auch weiterhin an der Juristischen Fakultät der Universität Rostock: zunächst als Privatdozent, ab 2006 dann als außerplanmäßiger Professor.
Von 2009 bis 2017 war er Richter am Gemeinsamen Kreisparteigericht M-V der CDU. Von 2011 bis 2016 war er stellvertretendes Mitglied des Landesverfassungsgerichts Mecklenburg-Vorpommern (als Vertreter der Präsidentin). Seit 2019 ist er Mitglied des Anwaltsgerichtshofes Mecklenburg-Vorpommern.
2014 wurde er Fachanwalt für Erbrecht.

## Schriften (Auswahl)
- Cogitationis poenam nemo patitur (D. 48.19.18). Zu den Anfängen einer Versuchslehre in der Jurisprudenz der Glossatoren. Frankfurt am Main 1989, ISBN 3-465-01867-2.
- mit Werner Schubert (Hg.): Haftpflicht-, Börsen-, Versicherungs- und Kriegsnotrecht. Frankfurt am Main 2005, ISBN 3-631-53228-8.
- Positive Vertragsverletzung. Die Geburt eines Rechtsinstituts. Frankfurt am Main 2006, ISBN 3-631-52611-3.
- mit Werner Schubert (Hg.): Zivilprozessordnung §§ 1025-1048, Gerichtsverfassungsgesetz, Grundbuchordnung, Gesetz über die freiwillige Gerichtsbarkeit, Zwangsversteigerungsgesetz, Konkursordnung, Anfechtungsgesetz, Rechtsanwaltsordnung. Frankfurt am Main 2017, ISBN 3-631-64146-X.